# Traumhaus für Zwei
Traumhaus für Zwei (Originaltitel: Half a House) ist eine US-amerikanische Filmkomödie von Regisseur Brice Mack aus dem Jahr 1976, produziert von Lenke Romanszky und in den USA von Rampart Releasing veröffentlicht. Der Film wurde auch unter dem Titel House Divided veröffentlicht.

## Handlung
Nach zehn Jahren Ehe entwerfen und bauen Jordan und Bitsy Blake ihr Traumhaus. Entsprechend ihrer beruflichen Laufbahn enthält das Haus auf der einen Seite ein Architekturbüro für Jordan und auf der anderen Seite ein Innenarchitekturstudio für Bitsy. Bei einer wilden Einweihungsparty geraten die beiden jedoch in Streit und Bitsy sperrt Jordan ohne Kleidung aus dem Haus. Bitsy reicht die Scheidung ein, aber da weder sie noch Jordan ausziehen wollen, entscheidet ein Richter, dass beide das Haus für ihre Geschäfte brauchen und es sich teilen müssen, bis sie sich geeinigt haben. Es kommt zu Komplikationen, als Jordan und Bitsy das gemeinsame Wohnzimmer getrennt nutzen wollen, um Termine und Kunden zu empfangen. Ein weiteres Problem ist, wie sie die Polizei anrufen sollen, um einen Einbruch auf der anderen Seite des Hauses zu melden. Bitsys beste Freundin Jessica tröstet Jordan, während Jordans bester Freund Artie versucht, Bitsys Einsamkeit zu lindern. Die einzige Person, die sich neutral verhält, ist Thelma, das Hausmädchen der Blakes. Als Jordan auf einer Überraschungsparty mit einer nackten Go-Go-Tänzerin auftaucht, wird Bitzy klar, dass sie ihn immer noch liebt. Außerdem befürchtet sie, dass sie das Haus an jemanden verkaufen müssen, der es nicht so liebt wie sie, wenn sie und Jordan nicht wieder zusammenkommen. Um des Hauses und des anderen willen versöhnen sich Jordan und Bitzy.

## Auszeichnung
Komponist Sammy Fain und Texter Paul Francis Webster wurden für den Oscar für den besten Originalsong für „A World That Never Was“ nominiert. Produzent Lenke Romanszky sagte, dass der Hauptgrund, den Film 1976 in einem Kino in Beverly Hills zu zeigen, war, den Song für den Oscar zu qualifizieren. Da es nur wenige Filmkopien und keine kommerziellen Aufnahmen gab, richteten Fain und Webster eine Telefonnummer mit einer Aufnahme des Liedes ein, damit die Mitglieder der Academy anrufen und es sich anhören konnten. Eddie Albert sang das Lied im Fernsehen bei der 49. Academy Awards.